# Neolindbergia
Neolindbergia là một chi rêu trong họ Pterobryaceae.